# Associazione Sportiva Bari 1960-1961
Questa voce raccoglie le informazioni riguardanti l'Associazione Sportiva Bari nelle competizioni ufficiali della stagione 1960-1961.

## Stagione
Nella stagione 1960-1961 il Bari disputa il campionato di Serie A, ottiene 29 punti piazzandosi al terz'ultimo posto con Lecco e Udinese, negli spareggi salvezza perde con il Lecco, pareggia con l'Udinese e retrocede in Serie B con Lazio e Napoli.
Nella Coppa Italia i galletti entrano al secondo turno ed eliminano il Foggia, poi negli ottavi di finale cedono il passo alla Sampdoria.

## Divise
Fonti
Le divise per la stagione '60-'61 sono state le seguenti:
| Prima divisa | Seconda divisa | Portiere |

## Rosa
| N. |                      | Ruolo | Calciatore      |
| -- | -------------------- | ----- | --------------- |
|    | Italia (bandiera)    | P     | Enzo Magnanini  |
|    | Italia (bandiera)    | P     | Carlo Mezzi     |
|    | Italia (bandiera)    | D     | Alcide Baccari  |
|    | Italia (bandiera)    | D     | Ivo Brancaleoni |
|    | Italia (bandiera)    | D     | Giovanni Romano |
|    | Italia (bandiera)    | C     | Biagio Catalano |
|    | Argentina (bandiera) | C     | Raúl Conti      |
|    | Italia (bandiera)    | C     | Lando Macchi    |
|    | Italia (bandiera)    | C     | Mario Mazzoni   |

| N. |                   | Ruolo | Calciatore        |
| -- | ----------------- | ----- | ----------------- |
|    | Italia (bandiera) | C     | Antonio Montico   |
|    | Italia (bandiera) | C     | Carlo Mupo        |
|    | Italia (bandiera) | C     | Gianni Seghedoni  |
|    | Italia (bandiera) | C     | Carlo Tagnin      |
|    | Italia (bandiera) | A     | Bruno Cicogna     |
|    | Italia (bandiera) | A     | Luigi De Robertis |
|    | Italia (bandiera) | A     | Paolo Erba        |
|    | Italia (bandiera) | A     | Giorgio Rossano   |
|    | Italia (bandiera) | A     | Giuseppe Virgili  |

## Risultati

### Serie A

#### Girone di andata
| Arbitro: | Jonni |

|  |           |                          |
|  | Marcatori | 22’, 59’, 72’ Manfredini |

| Arbitro: | Angonese (Mestre) |

|                                |           |            |
| Firmani 4’ Lindskog 49’ (rig.) | Marcatori | 8’ Virgili |

| Arbitro: | Leita (Udine) |

|                                       |           |  |
| Milan 7’ Da Costa 43’, 75’ Petris 85’ | Marcatori |  |

| Arbitro: | Roversi (Bologna) |

|                                       |           |                  |
| Virgili 16’ Erba 21’, 71’ Rossano 47’ | Marcatori | 89’ (rig.) Gotti |

| Arbitro: | Marchese (Napoli) |

|                             |           |             |
| Ferrario 40’ Traspedini 64’ | Marcatori | 60’ Virgili |

| Arbitro: | Bonetto (Torino) |

|             |           |                             |
| Rossano 76’ | Marcatori | 51’ Perani 68’, 71’ Campana |

| Arbitro: | Angelini (Firenze) |

|                              |           |  |
| Cattozzo 36’ (rig.) Nova 78’ | Marcatori |  |

| Arbitro: | Sbardella (Roma) |

|                      |           |  |
| Erba 39’ Cicogna 80’ | Marcatori |  |

| Udine 27 novembre 1960 9ª giornata | Udinese           | 0 – 0 | Bari | Stadio Moretti\| Arbitro: \| Grignani (Milano) \| |
| Arbitro:                           | Grignani (Milano) |       |      |                                                   |

| Arbitro: | Righi (Milano) |

|              |           |  |
| Catalano 82’ | Marcatori |  |

| Arbitro: | Babini (Ravenna) |

|           |           |  |
| Greco 89’ | Marcatori |  |

| Bari 25 dicembre 1960 12ª giornata | Bari            | 0 – 0 | Milan | Stadio della Vittoria\| Arbitro: \| Rigato (Mestre) \| |
| Arbitro:                           | Rigato (Mestre) |       |       |                                                        |

| Arbitro: | Francescon (Padova) |

|                                      |           |              |
| Macor 12’ Castellazzi 22’ Prenna 47’ | Marcatori | 86’ Catalano |

| Arbitro: | Adami (Roma) |

|            |           |           |
| Macchi 32’ | Marcatori | 35’ Conti |

| Arbitro: | Righetti (Torino) |

|            |           |  |
| Toschi 16’ | Marcatori |  |

| Bari 22 gennaio 1961 16ª giornata | Bari             | 0 – 0 | Lazio | Stadio della Vittoria\| Arbitro: \| Bonetto (Torino) \| |
| Arbitro:                          | Bonetto (Torino) |       |       |                                                         |

| Arbitro: | Lo Bello (Siracusa) |

|  |           |             |
|  | Marcatori | 85’ Charles |

#### Girone di ritorno
| Arbitro: | Angelini (Firenze) |

|                     |           |  |
| Lojacono 17’ (rig.) | Marcatori |  |

| Arbitro: | Jonni (Macerata) |

|             |           |             |
| Rossano 62’ | Marcatori | 70’ Bicicli |

| Bari 19 febbraio 1961 20ª giornata | Bari            | 0 – 0 | Fiorentina | Stadio della Vittoria\| Arbitro: \| Genel (Trieste) \| |
| Arbitro:                           | Genel (Trieste) |       |            |                                                        |

| Lecco 26 febbraio 1961 21ª giornata | Lecco             | 0 – 0 | Bari | Stadio Mario Rigamonti\| Arbitro: \| Marchese (Napoli) \| |
| Arbitro:                            | Marchese (Napoli) |       |      |                                                           |

| Arbitro: | Jonni (Macerata) |

|            |           |  |
| Tagnin 14’ | Marcatori |  |

| Bologna 12 marzo 1961 23ª giornata | Bologna            | 0 – 0 | Bari | Stadio Comunale\| Arbitro: \| Campanati (Milano) \| |
| Arbitro:                           | Campanati (Milano) |       |      |                                                     |

| Arbitro: | Francescon (Padova) |

|                         |           |                          |
| Virgili 37’ Mazzoni 60’ | Marcatori | 7’ Longoni 72’ Pelagalli |

| Arbitro: | Bonetto (Torino) |

|            |           |  |
| Massei 69’ | Marcatori |  |

| Arbitro: | Righi (Milano) |

|                          |           |             |
| Virgili 27’ Catalano 54’ | Marcatori | 80’ Canella |

| Arbitro: | Campanati (Milano) |

|            |           |                    |
| Tortul 23’ | Marcatori | 41’ (rig.) Montico |

| Arbitro: | Jonni (Macerata) |

|              |           |  |
| Catalano 43’ | Marcatori |  |

| Arbitro: | Lo Bello (Siracusa) |

|                      |           |                                      |
| Seghedoni 58’ (aut.) | Marcatori | 23’ Cicogna 36’ Virgili 71’ Catalano |

| Arbitro: | Grignani (Milano) |

|  |           |             |
|  | Marcatori | 64’ Caceffo |

| Arbitro: | Jonni (Macerata) |

|                                                   |           |            |
| Pinti 41’ Baccari 58’ (aut.) Puia 64’ Garzena 87’ | Marcatori | 52’ Tagnin |

| Arbitro: | Roversi (Bologna) |

|              |           |  |
| Catalano 26’ | Marcatori |  |

| Arbitro: | Righi (Milano) |

|  |           |             |
|  | Marcatori | 31’ Rossano |

| Arbitro: | Adami (Roma) |

|                 |           |                 |
| Mora 27’ (rig.) | Marcatori | 72’ De Robertis |

### Spareggi salvezza
| Arbitro: | Bonetto (Torino) |

|                                          |           |                       |
| Abbadie 21’ Savioni 60’, 73’ Cardoni 65’ | Marcatori | 48’ Catalano 67’ Erba |

| Bologna 14 giugno 1961 2ª spareggio | Bari         | 0 – 0 referto | Udinese | Stadio Comunale\| Arbitro: \| Adami (Roma) \| |
| Arbitro:                            | Adami (Roma) |               |         |                                               |

### Coppa Italia
| Arbitro: | Parisi (Messina) |

|                    |           |            |
| Erba 10’, 45’, 77’ | Marcatori | 49’ Patino |

| Arbitro: | Leita (Udine) |

|                       |           |                          |
| Bernasconi 64’ (aut.) | Marcatori | 75’ (rig.), 115’ Recagno |

## Statistiche

### Statistiche di squadra
| Competizione | Punti | In casa | In casa | In casa | In casa | In casa | In casa | In trasferta | In trasferta | In trasferta | In trasferta | In trasferta | In trasferta | Totale | Totale | Totale | Totale | Totale | Totale | DR  |
| Competizione | Punti | G       | V       | N       | P       | Gf      | Gs      | G            | V            | N            | P            | Gf           | Gs           | G      | V      | N      | P      | Gf     | Gs     | DR  |
| ------------ | ----- | ------- | ------- | ------- | ------- | ------- | ------- | ------------ | ------------ | ------------ | ------------ | ------------ | ------------ | ------ | ------ | ------ | ------ | ------ | ------ | --- |
| Serie A      | 29    | 17      | 7       | 6       | 4       | 17      | 14      | 17           | 2            | 5            | 10           | 10           | 24           | 34     | 9      | 11     | 14     | 27     | 38     | -11 |
| Coppa Italia |       | 2       | 1       | 0       | 1       | 4       | 3       | -            | -            | -            | -            | -            | -            | 2      | 1      | 0      | 1      | 4      | 3      | +1  |
| Totale       |       | 19      | 8       | 6       | 5       | 21      | 17      | 17           | 2            | 5            | 10           | 10           | 24           | 36     | 10     | 11     | 15     | 31     | 41     | -10 |

### Statistiche dei giocatori
| Giocatore      | Serie A  | Serie A | Coppa Italia | Coppa Italia | Totale   | Totale |
| Giocatore      | Presenze | Reti    | Presenze     | Reti         | Presenze | Reti   |
| -------------- | -------- | ------- | ------------ | ------------ | -------- | ------ |
| A. Baccari     | 30       | 0       | 1            | 0            | 31       | 0      |
| Bianco         | -        | -       | 1            | 0            | 1        | 0      |
| I. Brancaleoni | 8        | 0       | 1            | 0            | 9        | 0      |
| B. Catalano    | 31       | 6       | 1            | 0            | 32       | 6      |
| C. Cervetto    | -        | -       | 2            | 0            | 2        | 0      |
| B. Cicogna     | 11       | 2       | -            | -            | 11       | 2      |
| R. Conti       | 20       | 0       | 1            | 0            | 21       | 0      |
| L. De Robertis | 21       | 1       | 1            | 0            | 22       | 1      |
| P. Erba        | 16       | 3       | 1            | 3            | 17       | 6      |
| Favia          | -        | -       | 1            | 0            | 1        | 0      |
| L. Macchi      | 12       | 1       | 1            | 0            | 13       | 1      |
| E. Magnanini   | 23       | -30     | 2            | -3           | 25       | -33    |
| M. Mazzoni     | 31       | 1       | 1            | 0            | 32       | 1      |
| C. Mezzi       | 11       | -8      | -            | -            | 11       | -8     |
| A. Montico     | 9        | 1       | -            | -            | 9        | 1      |
| C. Mupo        | 9        | 0       | 2            | 0            | 11       | 0      |
| G. Romano      | 29       | 0       | 1            | 0            | 30       | 0      |
| G. Rossano     | 26       | 4       | 1            | 0            | 27       | 4      |
| G. Seghedoni   | 33       | 0       | 1            | 0            | 34       | 0      |
| C. Tagnin      | 33       | 2       | 1            | 0            | 34       | 2      |
| G. Virgili     | 21       | 6       | 2            | 0            | 23       | 6      |